# Tréca
Tréca est une marque de literie, créée en 1935, exploitée aujourd’hui par deux sociétés, Alsace Bedding et Centre Bedding, appartenant au groupe français ADOVA Group.

## Histoire
L'histoire de Treca est liée à une famille protestante, les Moritz, qui s'installent à Reichshoffen en Alsace au XVIe siècle. La famille saisit des opportunités au XXe siècle en fabricant tantôt de la teinture rouge pour les uniformes français, tantôt de la bière pour les ouvriers d'Alstom, puis des fils d'acier pour l'industrie automobile, puis des matelas pour les hôpitaux militaires de la Seconde Guerre mondiale.
En 1935, ils inaugurent une Tréfilerie et Câblerie et usine de matelas à Reichshoffen. Le nom Tréca est une abréviation de TRÉfilerie et CÂblerie.
En 1939, alors que débute la Seconde Guerre Mondiale, Victor Moritz, propriétaire de la Tréfilerie et Câblerie de René Moritz située à Reichshoffen, fonde une usine de repli à Beaugency dans le Loiret.
En 1947, Victor Moritz rachète la licence Pullman pour fabriquer des sièges de wagons comportant des ressorts à spirales. Il commence alors à fabriquer aussi des matelas à ressorts en spirale ensachés.
En 1964, Tréca commence à fabriquer des sommiers électriques.
En 1982, Tréca crée la suspension brevetée Air Spring qui promet un soutien optimal du corps pendant le sommeil. Il s'agit de ressorts ensachés.
En 1990, Tréca est vendu à Sumitomo, qui le vend en 2004 à Cauval.
En 2012, une nouvelle usine est inaugurée à Mer de 17 000 mètres carrés pour remplacer celle de Beaugency. La capacité de production passe à 700 unités par jour et le site emploie 150 salariés.
En mars 2015, le groupe Cauval est en cessation de paiement.
En mai 2016, les sites de Reichshoffen et de Mer sont repris par le fonds Perceva via le holding Adova Group présidé par Jacques Schaffnit de 2017 à 2020, puis par Charles-Henri Déon. Deux nouvelles sociétés sont créées pour exploiter les sites : Alsace Bedding et Centre Bedding.
En décembre 2021, Adova Group sort de la procédure de sauvegarde où il avait été placé en juin 2020 lors de la crise du Covid. Au premier semestre 2022, le Groupe voit son chiffre d'affaires rebondir de 18 % par rapport aux six premiers mois de 2021 et de 40 % par rapport à 2020.

## Production
Spécialisée dans la literie haut de gamme, Tréca produit sur commande près de 16 000 matelas par an.
La marque défend le cousu main, l'utilisation de certains matériaux comme le latex naturel et la laine mérinos, et le Fabriqué en France.
La fabrication des produits Tréca est ainsi réalisée en France, dans les ateliers de Reichshoffen (Alsace) et Mer (Loir-et-Cher). En 2023, la fabrication des ressorts, basée auparavant en Croatie, est relocalisée à Centre Bedding.
Les créations sont pensées en collaboration avec des designers et architectes d'intérieur tels que Christian Lacroix, Sarah Lavoine ou Constance Guisset.

## Distribution
Les produits Tréca sont vendus en France dans une centaine de boutiques, dont 7 détenues par un unique revendeur partenaire à Paris, Lyon et Nice. Une autre à Bayonne et une autre Strasbourg détenues par 2 revendeurs distincts.
Tréca réalise environ la moitié de ses ventes à l’international. Son 2e marché est l'Allemagne, avec environ 50 boutiques.
En avril 2023, les statuts de Tréca Corporation sont déposés aux États-Unis, en vue d’une commercialisation outre-Atlantique.

## Hôtellerie
Les literies Tréca sont présents dans plusieurs palaces et hôtels cinq-étoiles : Hôtel du Grand Contrôle (Versailles), Château de la Messardière (Saint-Tropez), Les Airelles (Courchevel), Domaine de Manville (Les Baux-de-Provence), le Couvent des Minimes (Mane-en-Provence), le Mas Les Eydins (Luberon).

## Engagements
En 2021, Adova Group initie le programme RESSOURCES, une stratégie RSE qui comprend des démarches d’écoconception et de réduction de la pénibilité pour les collaborateurs.
En 2023, Adova Group adopte le statut d'entreprise à mission, avec pour raison d’être : « cultiver nos savoir-faire et se réinventer pour un confort de vie durable ».
En 2023, le site d’Alsace Bedding se voit décerner le label EPV (Entreprise du Patrimoine Vivant).
Tréca s’engage également en soutien au patrimoine culturel français en tant que mécène du Grand Palais (Paris) (2020), du Domaine national de Chambord et du château de Rambouillet (2022-2024).

## Activité
Tréca représente 25% des ventes du groupe ADOVA.
Créé en 2016, ADOVA Group, acteur industriel français de literie haut de gamme, produit les matelas, sommiers et décoration des marques Tréca et Simmons, Aube Sofa et Hotelys (literie pour hôtels). Le groupe emploie plus de 800 personnes sur 5 sites de production et réalise un chiffre d’affaires de 165 millions d’euros en 2023.
Les matelas et sommiers se situent dans le haut de gamme, la plupart des matelas étant vendus autour de 4 000 €, et le très haut de gamme à 100 000 €.